# أبل ريفر (إلينوي)
ألبي ريفر (بالإنجليزية: Apple River)‏ هي معلم جغرافي تقع في الولايات المتحدة في إلينوي. يقدر عدد سكانها بـ 366 نسمة .

## التركيبة السكانية
حدّد مكتب تعداد الولايات المتحدة بيانات التركيبة السكانية لأبل ريفر في تعداد الولايات المتحدة. في ما يلي، التركيبة السكانية حسب تعدادي 2000 و2010.

### تعداد عام 2000
بلغ عدد سكان أبل ريفر 379 نسمة بحسب تعداد عام 2000، وبلغ عدد الأسر 159 أسرة وعدد العائلات 102 عائلة مقيمة في القرية. في حين سجلت الكثافة السكانية 208.2 نسمة لكل كيلومتر مربع (539.2/ميل2). وبلغ عدد الوحدات السكنية 187 وحدة بمتوسط كثافة قدره 102.7 لكل كيلومتر مربع (266.0/ميل2).
وتوزع التركيب العرقي للقرية بنسبة 98.94% من البيض و0.79% من الأمريكيين الأفارقة و0.26% من عرقين مختلطين أو أكثر.
بلغ عدد الأسر 159 أسرة كانت نسبة 34% منها لديها أطفال تحت سن الثامنة عشر تعيش معهم، وبلغت نسبة الأزواج القاطنين مع بعضهم البعض 50.9% من أصل المجموع الكلي للأسر، ونسبة 9.4% من الأسر كان لديها معيلات من الإناث دون وجود شريك، بينما كانت نسبة 3.8% من الأسر لديها معيلون من الذكور دون وجود شريكة وكانت نسبة 35.8% من غير العائلات. تألفت نسبة 32.1% من أصل جميع الأسر من عدة أفراد يعيشون في نفس المنزل ونسبة 16.4% كانت تتألف من شخص يعيش بمفرده يبلغ من العمر 65 عاماً أو أكثر. وبلغ متوسط حجم الأسرة المعيشية 2.38، أما متوسط حجم العائلات فبلغ 2.93.
بلغ العمر الوسطي للسكان 38.1 عاماً. وكانت نسبة 27.7% من القاطنين تحت سن الثامنة عشر، وكانت نسبة 5.3% بين الثامنة عشر والرابعة والعشرين عاماً، ونسبة 30.3% كانت واقعةً في الفئة العمرية ما بين الخامسة والعشرين والرابعة والأربعين عاماً، ونسبة 19.5% كانت ما بين الخامسة والأربعين والرابعة والستين، ونسبة 17.2% كانت ضمن فئة الخامسة والستين عاماً فما فوق. يوجد لكل 100 أنثى 98.4 ذكر، ويوجد لكل 100 أنثى في الثامنة عشر من عمرها فما فوق 94.3 ذكر.
بلغ متوسط دخل الأسرة في القرية 40,250 دولارًا، أما متوسط دخل العائلة فبلغ 51,042 دولارًا. وكان متوسط دخل الذكور 35,893 دولارًا مقابل 21,103 دولارًا للإناث. وسجل دخل الفرد الخاص بالقرية 18,267 دولارًا. وكانت نسبة 8.8% من العائلات ونسبة 10.2% من السكان تحت خط الفقر، وكان من هؤلاء نسبة 8% تحت سن الثامنة عشر ونسبة 13.3% في الخامسة والستين من العمر وما فوق.

### تعداد عام 2010
بلغ عدد سكان أبل ريفر 366 نسمة بحسب تعداد عام 2010، وبلغ عدد الأسر 155 أسرة وعدد العائلات 104 عائلة مقيمة في القرية. في حين سجلت الكثافة السكانية 201.1 نسمة لكل كيلومتر مربع (520.8/ميل2). وبلغ عدد الوحدات السكنية 195 وحدة بمتوسط كثافة قدره 107.1 لكل كيلومتر مربع (277.4/ميل2).
وتوزع التركيب العرقي للقرية بنسبة 98.09% من البيض و0.27% من الأمريكيين الأفارقة و0.55% من الأمريكيين الأصليين و1.09% من عرقين مختلطين أو أكثر.
بلغ عدد الأسر 155 أسرة كانت نسبة 29.7% منها لديها أطفال تحت سن الثامنة عشر تعيش معهم، وبلغت نسبة الأزواج القاطنين مع بعضهم البعض 48.4% من أصل المجموع الكلي للأسر، ونسبة 9% من الأسر كان لديها معيلات من الإناث دون وجود شريك، بينما كانت نسبة 9.7% من الأسر لديها معيلون من الذكور دون وجود شريكة وكانت نسبة 32.9% من غير العائلات. تألفت نسبة 28.4% من أصل جميع الأسر من عدة أفراد يعيشون في نفس المنزل ونسبة 12.3% كانت تتألف من شخص يعيش بمفرده يبلغ من العمر 65 عاماً أو أكثر. وبلغ متوسط حجم الأسرة المعيشية 2.36، أما متوسط حجم العائلات فبلغ 2.87.
بلغ العمر الوسطي للسكان 41.1 عاماً. وكانت نسبة 22.4% من القاطنين تحت سن الثامنة عشر، وكانت نسبة 7.9% بين الثامنة عشر والرابعة والعشرين عاماً، ونسبة 24% كانت واقعةً في الفئة العمرية ما بين الخامسة والعشرين والرابعة والأربعين عاماً، ونسبة 30.9% كانت ما بين الخامسة والأربعين والرابعة والستين، ونسبة 14.8% كانت ضمن فئة الخامسة والستين عاماً فما فوق. وتوزع التركيب الجنسي للسكان بنسبة 52.7% ذكور و47.3% إناث.